# Корытня (Холм-Жирковский район)
Корытня — деревня в Холм-Жирковском районе Смоленской области России. Входит в состав Богдановского сельского поселения. Население — 37 жителей (2007 год). 
Расположена в северной части области в 33 км к западу от Холм-Жирковского, в 22 км юго-восточнее автодороги Р136 Смоленск — Нелидово. В 19 км восточнее деревни расположена железнодорожная станция Канютино на линии Дурово — Владимирский Тупик. 

## История
В годы Великой Отечественной войны деревня была оккупирована гитлеровскими войсками в октябре 1941 года, освобождена в марте 1943 года.